# Mladika (stavbni kompleks)
Mladika je kompleks nekdanjega liceja in dekliškega internata v dveh palačah na Prešernovi cesti 25 in ob Šubičevi ulici v Ljubljani. V stavbah je sedež Ministrstva za zunanje zadeve Republike Slovenije.

## Zgodovina
Starejša zgradba je bila zgrajena v času po ljubljanskem potresu leta 1895, to je leta 1907, ko so Ljubljano prenavljali pod vodstvom tedanjega župana Ivana Hribarja. Parcelo sta izbrala skupaj Hribar in urbanist Maks Fabiani, medtem ko je večino denarja za gradnjo daroval ladjar in trgovec Josip Gorup. Načrte za licej je izrisal arhitekt Fabiani med 1904 in 1906.
Zgradba liceja je edino Fabianijevo delo v Ljubljani, »ki uveljavlja nov tip šole v zelenju in poudarja pomembni osi mesta«, pri čemer je tudi prvič na Slovenskem uporabil vidno kovinsko preklado oken. Secesijski okras portala je po arhitektovi zamisli naredil Ivan Zajec, pri čemer je okrašen z grbi Kranjske, Ljubljane in domnevno simbolične Slovenije.  Z urnim stolpom v vogalu stavbe je arhitekt želel poudariti os, ki naj bi povezovala Kongresni trg, Magistrat s stolpom in z Grajskim gričem ter na drugi strani park Tivoli.
Ves licej sestavljata osnovna zgradba in njen prizidek. Ob Prešernovi so bile prvotno učilnice in vogal s stanovanjem ter pisarno za ravnatelja, ob Šubičevi je bila l. 1910 dozidana telovadnica in nekaj učilnic. Leto kasneje so na koncu Šubičeve postavili samostojno stavbo internata z imenom Mladika. Načrte za internat je naredil arhitekt Ciril Metod Koch. Obe stavbi je zidalo gradbeno podjetje Gustava Toenniesa. Med drugo svetovno vojno so kompleks zasedli Italijani, za njimi Nemci in leta 1945 JLA. V stavbah je uredila vojaško bolnico z imenom Vojna bolnica Mladika. Zdravniki so stanovali v bližnji vili.
Po osamosvojitvi Slovenije so v letih 1996-2000 zgradbo liceja in Mladiko po načrtih Jurija Kobeta in s sodelovanjem konservatorjev prenovili in preuredili za potrebe Ministrstva za zunanje zadeve.

## Izobraževalni zavod društvo Mladika
V zgradbo se je naselil tudi zasebni izobraževalni zavod Mladika (po katerem je bila poimenovana zgradba internata poimenovana), ki je že leta 1896 ustanovil Mestni dekliški licej. Ta je do gradnje Fabianijeve stavbe gostoval v različnih stavbah Ljubljane, najpraj v Zoisovi palači. Za prenočevanje in bivanje gojenk so do leta 1912 zgradili internat (arhitekt C. M. Koch) in ime Mladika izpisali na pročelje palače ob Šubičevi.